# Caledonomorpha
Caledonomorpha es un género de coleópteros adéfagos de la familia Carabidae.

## Especies
Contiene las siguientes especies:
- Caledonomorpha darlingtoni Cassola, 1986
- Caledonomorpha elegans Deuve, 1980
- Caledonomorpha jordani W. Horn, 1897
- Caledonomorpha loebli Cassola, 1989
- Caledonomorpha milneana Darlington, 1947
- Caledonomorpha papuana Ward, 1981
- Caledonomorpha poggii Cassola, 1986
- Caledonomorpha sedlaceki Cassola, 1986
- Caledonomorpha strazanaci Cassola, 1986
- Caledonomorpha ullrichi Cassola, 1989